# Tentakelkrans

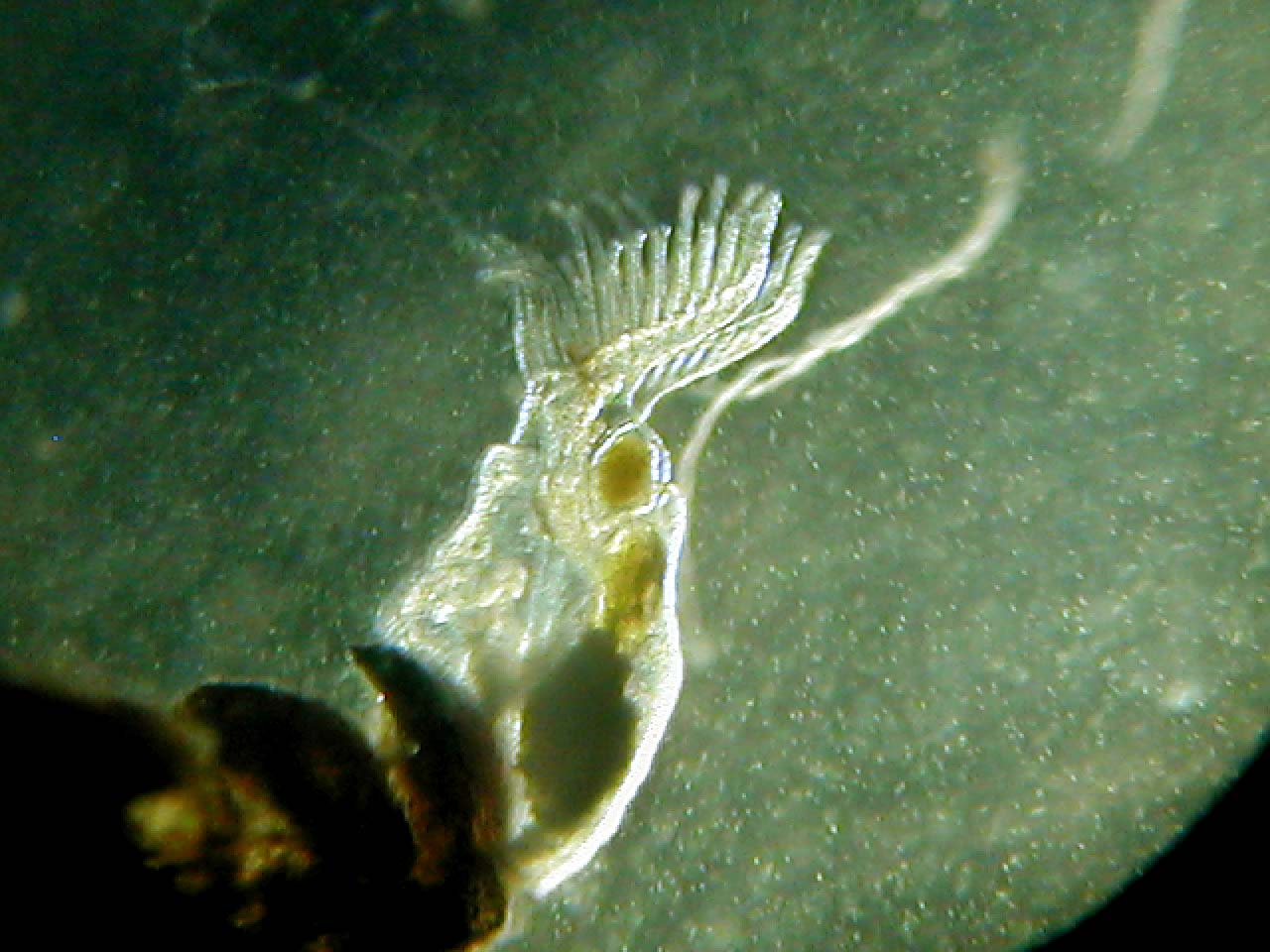
Een zoetwatermosdiertje met uitgestoken tentakelkrans.

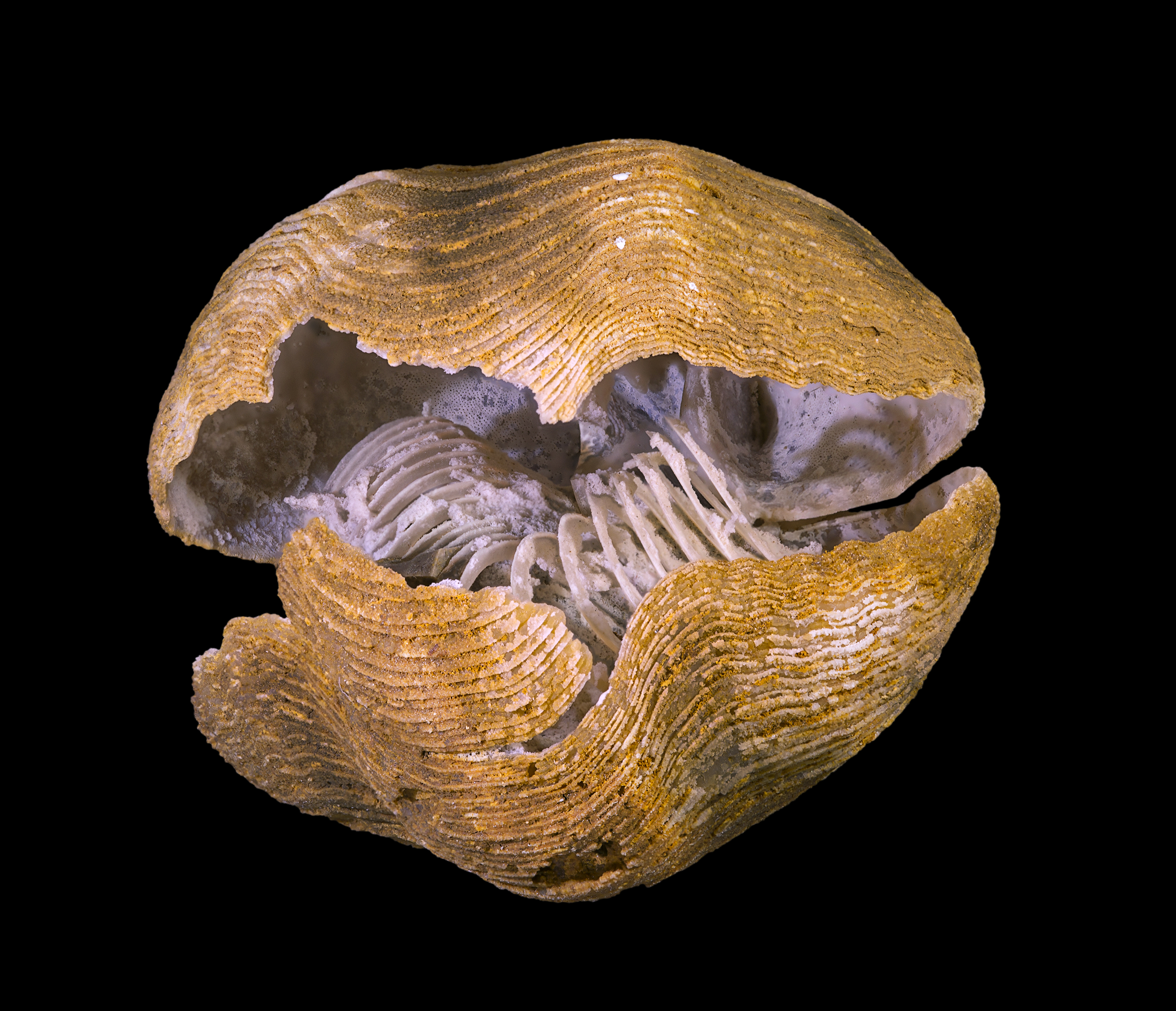
Spiriferina rostrata, met zichtbare skelet van de tentakelkrans

De tentakelkrans of lofofoor is een karakteristiek voedingsorgaan, dat voorkomt bij de fyla armpotigen, mosdiertjes en hoefijzerwormen. Deze dieren worden samen met de uitgestorven Hyolitha ondergebracht in de clade Lophophorata. Het orgaan heeft als functie plankton en andere organische voedingsdeeltjes uit het water te filteren.
De tentakelkrans bestaat in zijn grondvorm uit twee met tentakels bezette armen die de mondopening omgeven. Bij de mosdiertjes zijn die armen vaak minder uitgesproken of afwezig, wat door systematici wel is opgevat als een reductie van de grondvorm. Bij hoefijzerwormen is de tentakelkrans duidelijk zichtbaar, maar bij armpotigen en mosdiertjes kan men de tentakelkrans alleen zien als ze hun schelp of huisje openen. De tentakels van de tentakelkrans zijn hol.
De uitgestorven Microconchida en Cornulitida waren mogelijk ook organismen met een tentakelkrans.